# Quatre Columnes
Quatre Columnes (katalanska: 'Fyra kolonner') är en rad med fyra kolonner med joniska kapitäl som sedan 2010 står uppställda på trappan nedanför huvudentrén till Palau Nacional i Barcelona (Katalonien, Spanien). De är reproduktioner av fyra likadana kolonner, konstruerade av Josep Puig i Cadafalch, som restes 1919 några meter därifrån. Kolonnerna motsvarar de fyra röda ränderna i Kataloniens flagga, och både de och dess föregångare ses som symboler för katalansk identitet och nationalism.

## Historia

### Bakgrund
De fyra kolonnerna utgjorde del av ett stadsbyggnadsprojekt på nordsluttningen av berget Montjuïc i södra delen av Barcelona. Arkitekten Puig i Cadafalch presenterade idén 1915, med tankar inför en utställning 1917 kretsande kring elektricitet och relaterad industri. Man ville visa upp för omvärlden hur Barcelona var en modern och ledande hamnstad vid Medelhavet, och Katalonien som ett modernt land med eget styre (Katalanska samväldet, som vid tiden skaffat sig vidsträckt självstyre för regionen). Utställningsplanerna för 1917 ställdes till slut in, men Puig i Cadafalch reste ändå 1919 de fyra kolonnerna – denna gång som det första bygget inför 1929 års världsutställning i Barcelona.

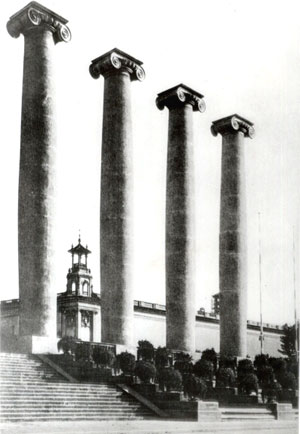
De fyra ursprungliga kolonnerna, resta 1919.

Kolonnerna restes på Plaça de les Belles Arts, i centrum av det kommande utställningsområdet vid Montjuïc, med målet att fungera som symboler för Katalonien. Kolonnaden skulle syfta på områdets grekiska och romerska arv. 
De fyra kolonnerna ingick i den första vågen av byggprojekt på och runt Montjuïc. De byggdes i murtegel och för att efterlikna den antika kolonnstenen, med 20 meters höjd och 2,5 meter i diameter. Arkitekten planerade att på kolonnerna placera fyra bevingade skulpturer av segergudinnan Victoria, något som dock aldrig förverkligades.

### Kolonnerna rivs
Det ursprungliga temat för utställningen, kopplat till den elektriska industrin, avfördes så småningom från dagordningen, och 1925 bestämde man sig för kalla det hela för Exposició Internacional de Barcelona ('Barcelonas internationella utställning'). I de nya planerna ingick att låta organisera utställningen kring tre teman – industri, idrott och konst. Samtidigt frikopplades Puig i Cadafalch från utställningsprojektet, på grund av hans katalanistiska idéer och kopplingar till det nyligen upplösta Katalanska samväldet. Spaniens starke man Primo de Rivera hade sedan statskuppen 1923 inte sett med blida ögon på uttryck för regionala särintressen, och hans styre innebar i slutet av 1920-talet en hård militärdiktatur.

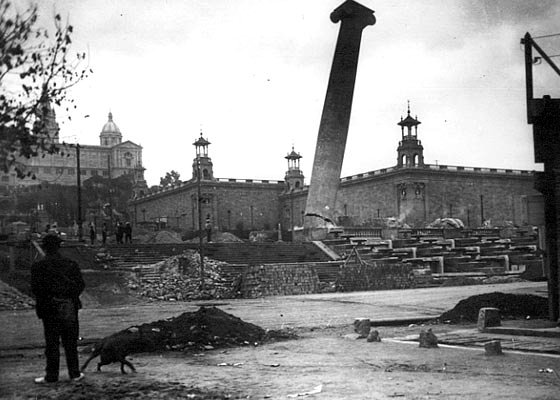
Rivningen 1928 av den sista av de ursprungliga kolonnerna.

De fyra kolonnerna revs 1928, kort före Primo de Riveras besök i Barcelona, som del av en kampanj att avlägsna olika katalanska symboler från offentliga platser. Han ville se en världsutställning i en spansk – inte katalansk – stad. Under sin tid vid makten lät han bland annat ta bort katalanska gatunamn och ersätta dem med mer passande spanskspråkiga diton. Av samma orsak lät Primo de Rivera döpa om det byggnadskomplex som ursprungligen skulle hetat Iberona (efter områdets första kända invånare) till Pueblo Español, den "Spanska byn". På beslut av Primo de Rivera restes istället för fyra kolonner två venetianska "klocktorn" runt utställningsentrén.
Ett antal år senare förbjöd Francisco Franco, nästa spanska diktator, Puig i Cadafalch från överhuvud taget verka som arkitekt.

### Planer på återuppbyggande
Efter Spaniens återgång till demokrati i slutet av 1970-talet, framkastades förslag på att låta återuppbygga Puig i Cadafalchs fyra kolonner. Staden Barcelona ledning godkände slutligen 1994 en sådan plan, men olika meningar om den bästa platsen kom att fördröja bygget. 2001 presenterade arkitekten Joaquim Espanyol ett konkret förslag för kolonnbygget, men inget beslut fattades i saken.

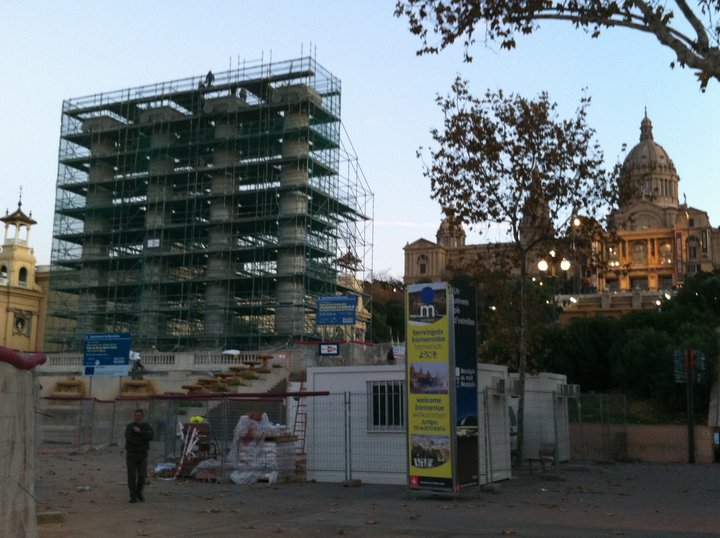
Kolonnbygget 2010, med omgivande byggnadsställningar.

Ett år senare började dock det nybildade Xarxa d'Entitats Cíviques i Culturals dels Països Catalans pels Drets i les Llibertats Nacionals ('Nätverket av Katalanska ländernas medborgar- och kultursällskap för nationella rättigheter och friheter'), samla in underskrifter inom och utom sina 60-talet medlemsorganisationer, till stöd för ett bygge av kolonnerna. Med tiden kom ett stort antal lokala politiker och kulturpersonligheter – inklusive Jordi Pujol, Pasqual Maragall, Vicent Partal och Antoni Tapiès – ge sitt stöd till initiativet.
Därefter framskred det hela något snabbare. I november 2005 godkände Kataloniens parlament en principiell resolution om möjligheten att bygga kolonnerna, och ett år senare tyckte Barcelonas stadsstyre att 2007 (50 år efter Puig i Cadafalchs död) var ett bra år att förverkliga projektet. Inledande kontakter togs också mellan stadens kulturborgarråd Ferran Mascarell och de ansvariga i "nätverket".
Under 2007 lät Institut d'Estudis Catalans organisera en vandringsutställning med titeln Puig i Cadafalch, arquitecte i polític i el monument de les quatre columnes de Montjuïc. Själva namnet på utställningen ('Puig i Cadafalch, arkitekt, politiker och monumentet bakom Montjuïcs fyra kolonner') påminde om arkitektens rivna monument.
I juni 2008 godkände Kataloniens parlament, med stöd av alla parlamentets partier, att låta återuppbygga de fyra kolonnerna, som en hyllning till katalanska patrioter. Ett år senare lade arkitektfirman Rosselló-Sangenís fram en konkret byggplan, där man följde Puig i Cadafalchs ursprungliga idé. Byggfirman Sapic utsågs till ansvarig att ombesörja själva bygget. November 2009 lät Barcelonas stadsstyre offentliggöra det hela för allmänheten.

### Färdigställande och invigning
Bygget kom igång under det första kvartalet 2010. Ursprungligen var planerna att inviga monumentet under årets katalanska nationaldag, alternativt under Barcelonas stadsfestival senare i september. Förseningar i byggnationen gjorde dock att de planerna fick skrinläggas. Kolonnernas höjd bestämdes till 18,7 meter.
I november 2010 grävde man vid kolonnernas bas ner en minnesurna, innehållandes dokument från "nätverkets" långa kampanj för att få till stånd bygget. Den 7 december samma år tog man ner byggnadsställningarna runt de nu färdigställda kolonnerna.
Kolonnerna, vars totala byggkostnad gick på 2,5 miljoner euro, är byggda i en betongblandning med granit och vit marmor. Denna betongmassa formades till stora ringar som lades på varandra och därefter hållits på plats genom överlänkande metallstänger.

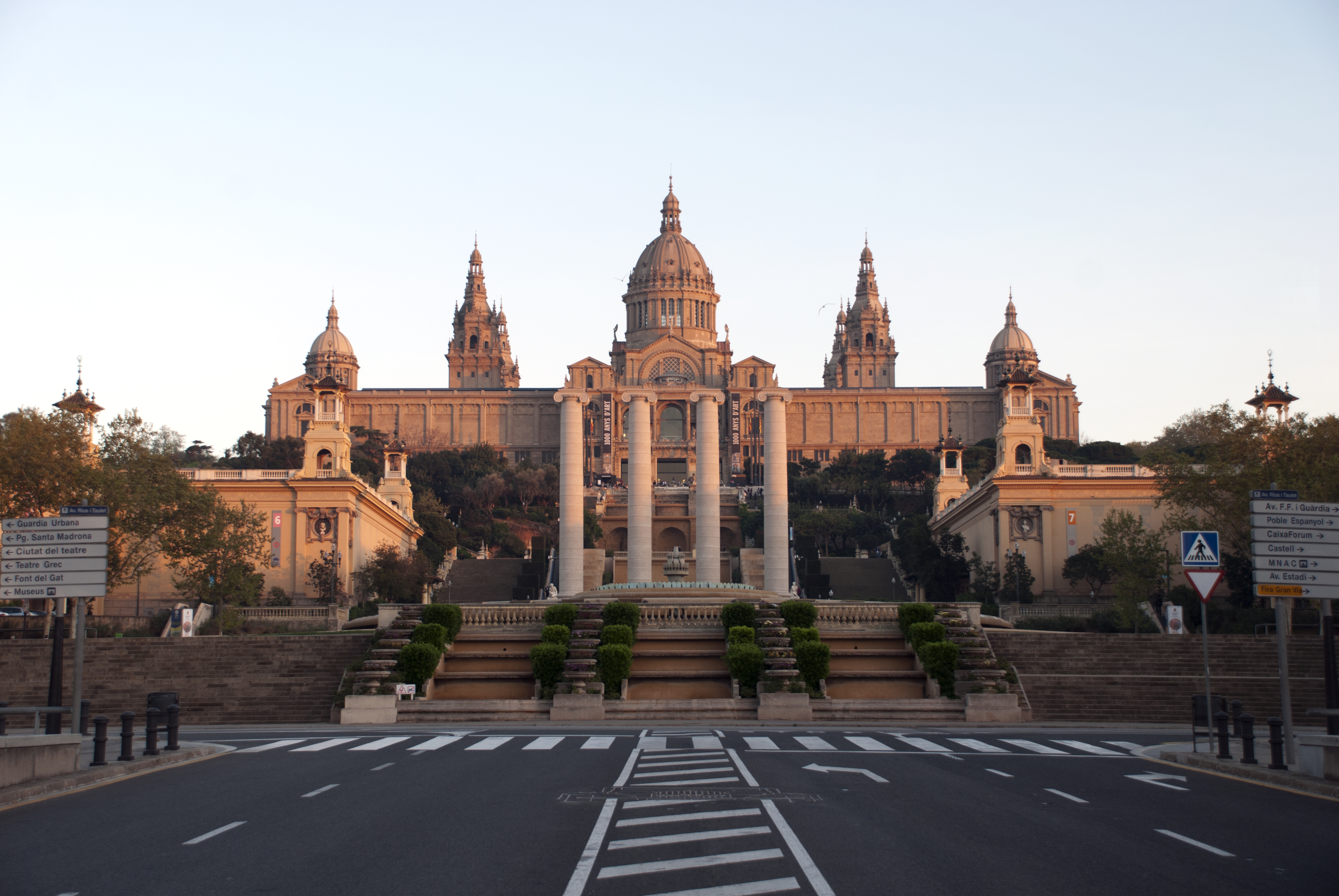
Kolonnerna står nedanför Palau Nacional.

Platsen för de färdiga kolonnerna blev på Plaça del Marquès de Foronda, på en avsats i början av stigningen upp mot Palau Nacionals entré. Detta var högre upp än den ursprungliga placeringen, som låg på andra sidan Font Màgica. Inklusive piedestal blev kolonnhöjden slutligen 29 meter.
Den offentliga invigningen a monumentet skedde den 27 februari 2011, i närvaro av nyvalde regionpresidenten Artur Mas, parlamentets talman Núria de Gisbert och Barcelonas borgmästare Jordi Hereu.
Vid basen av de fyra kolonnerna finns inskriptionen ”Restitució, com a acte de justícia històrica, de les quatre columnes enderrocades per la dictadura l'any 1928 pel seu caràcter de símbol de Catalunya” ('Återuppförande, som en historisk rättvisa, av de fyra kolonner som diktaturen lät riva år 1928 såsom symboler för Katalonien').

### Liknande verk
1991 lät Universitat Autònoma de Barcelona resa skulpturen Columnes de Bellaterra. Den består av fyra spiralvridna pelare i grönaktig granit, mellan 25 och 40 meter höga och utplacerade i ett grönområdet vid universitets centrala campus. Pelarna kompletteras av ett antal plaketter med namn på de olika samverkande universiteten i Xarxa Vives d'Universitats, ett nätverk av utbildningsinstitutioner i de katalanskspråkiga områdena.
En snarlik skulptur är Les quatre barres de la senyera catalana ('Den katalanska flaggans fyra ränder'). Den konstruerades 2009 av den katalanske arkitekten Ricardo Bofill och placerade vid Hotel W nära Barcelonas hamn.

## Galleri

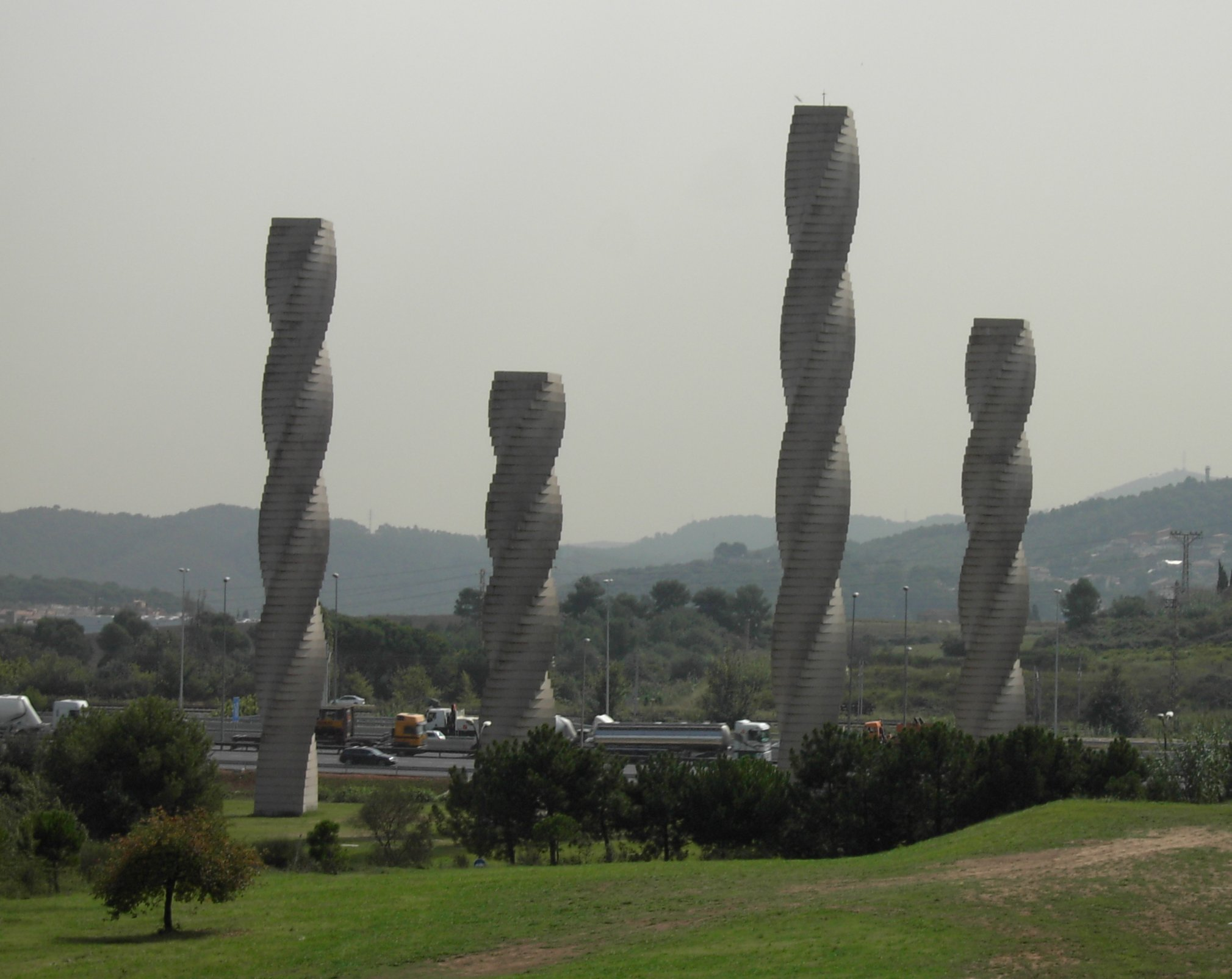
Columnes de Bellaterra (1999).
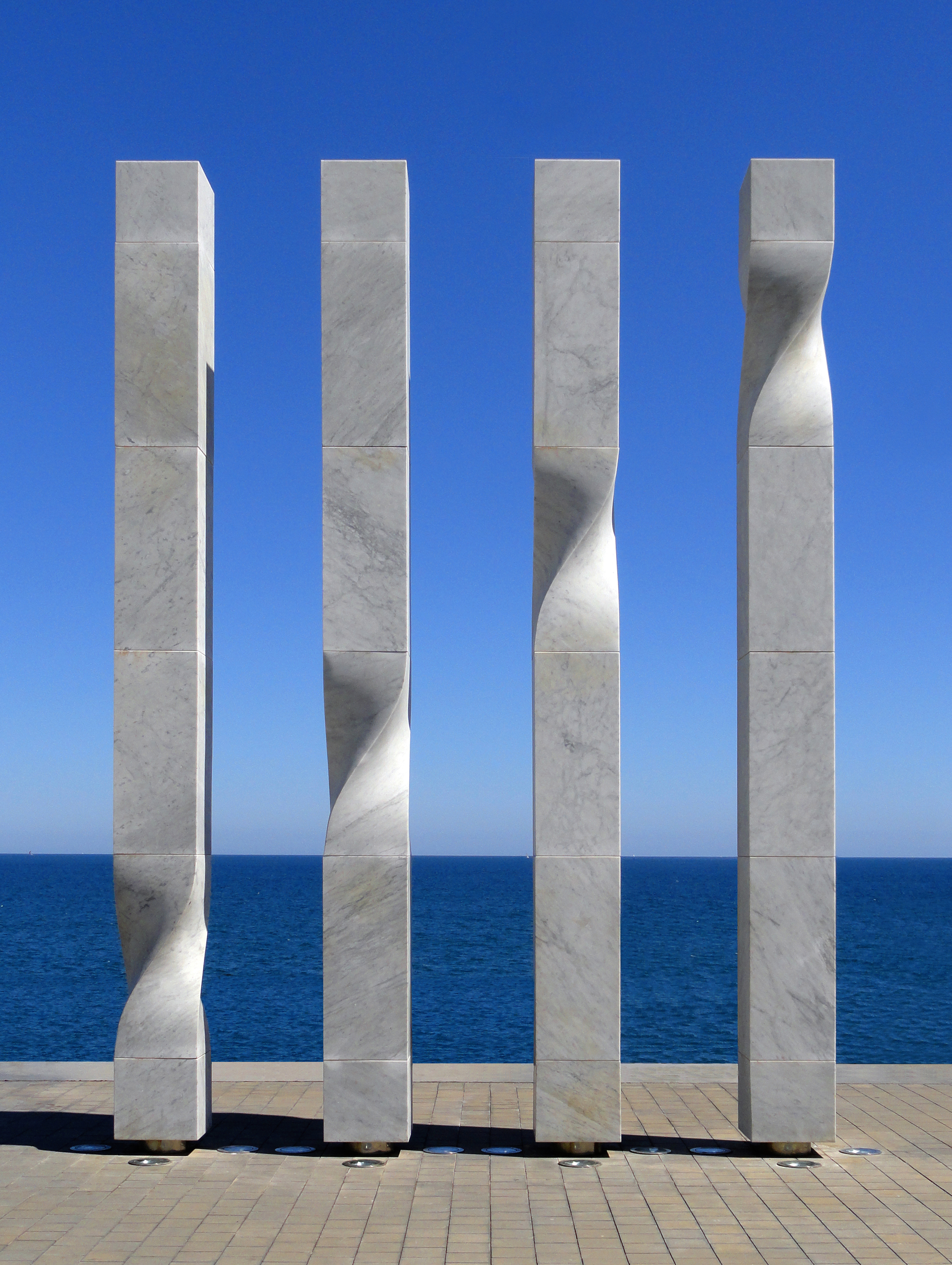
Les quatre barres de la senyera catalana (2009).